# Museu de História de Barcelona
O Museu de História de Barcelona (em catalão:  Museu d'Història de Barcelona), conhecido também pela sua sigla MUHBA, é um museu de cidade que conserva, documenta, divulga e expõe o património histórico da cidade de Barcelona desde as suas orígens até ao presente. Depende do Ayuntamiento de Barcelona.  Tem a sua sede central na Praça do rei (Plaça del Rei), no centro de Barcelona antiga e gere vários centros  patrimoniais distribuídos pelos distritos da cidade. Foi inaugurado a 14 de Abril de 1943.

## História
A partir da Exposição Universal de Barcelona de 1888 registaram-se várias tentativas institucionais de configurar uma exposição permanente e colecções específicas da história de Barcelona. Factor determinante para a origem do Museu de História de Barcelona foi o translado, pedra a pedra, da Casa Padellàs, um palácio do século XV-XVI, desde a Carrer de Marcaders à Praça do Rei, com a consequência da abertura da Via Laietana.

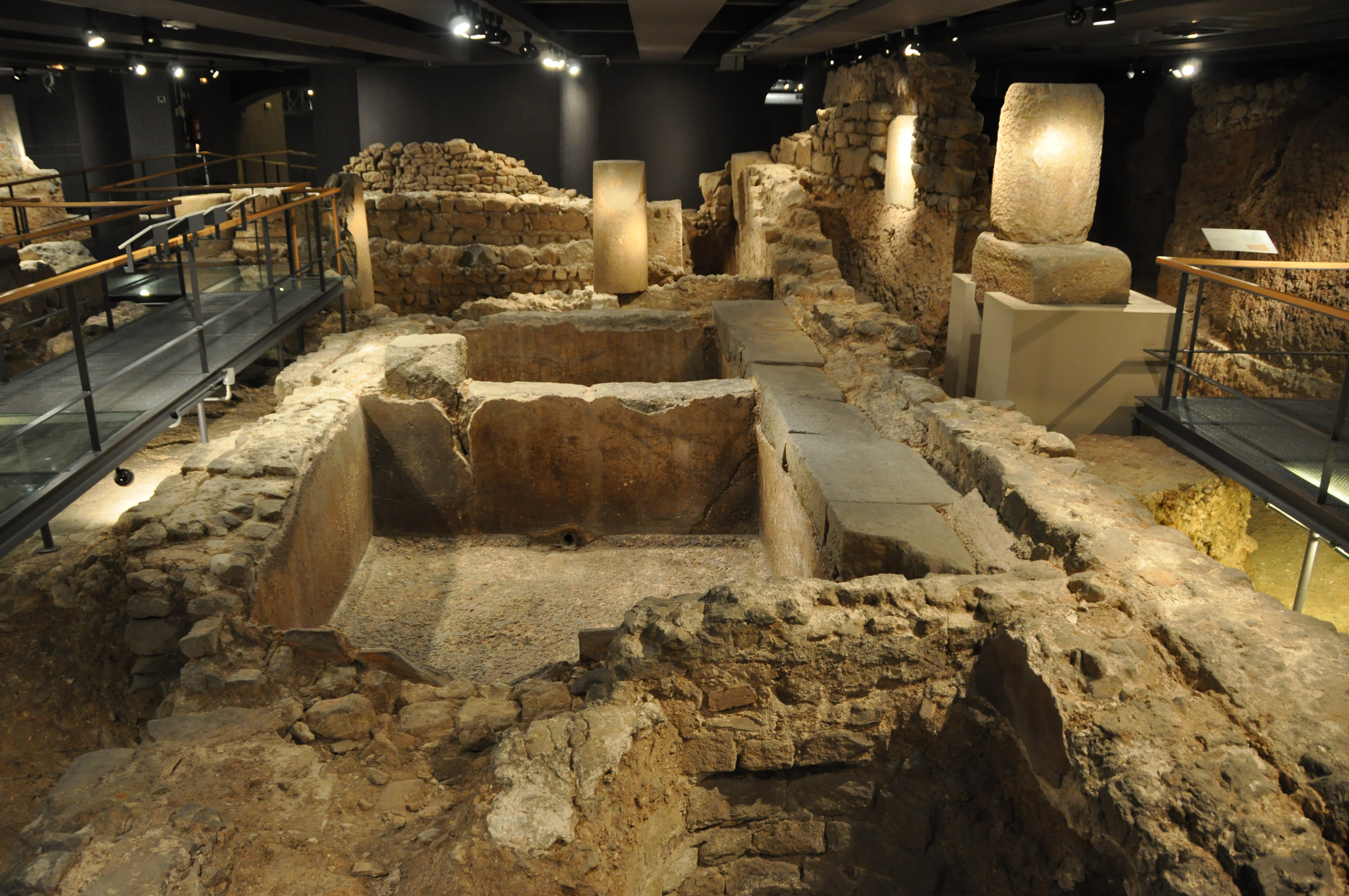
MUHBA Praça do Rei subsolo arqueológico

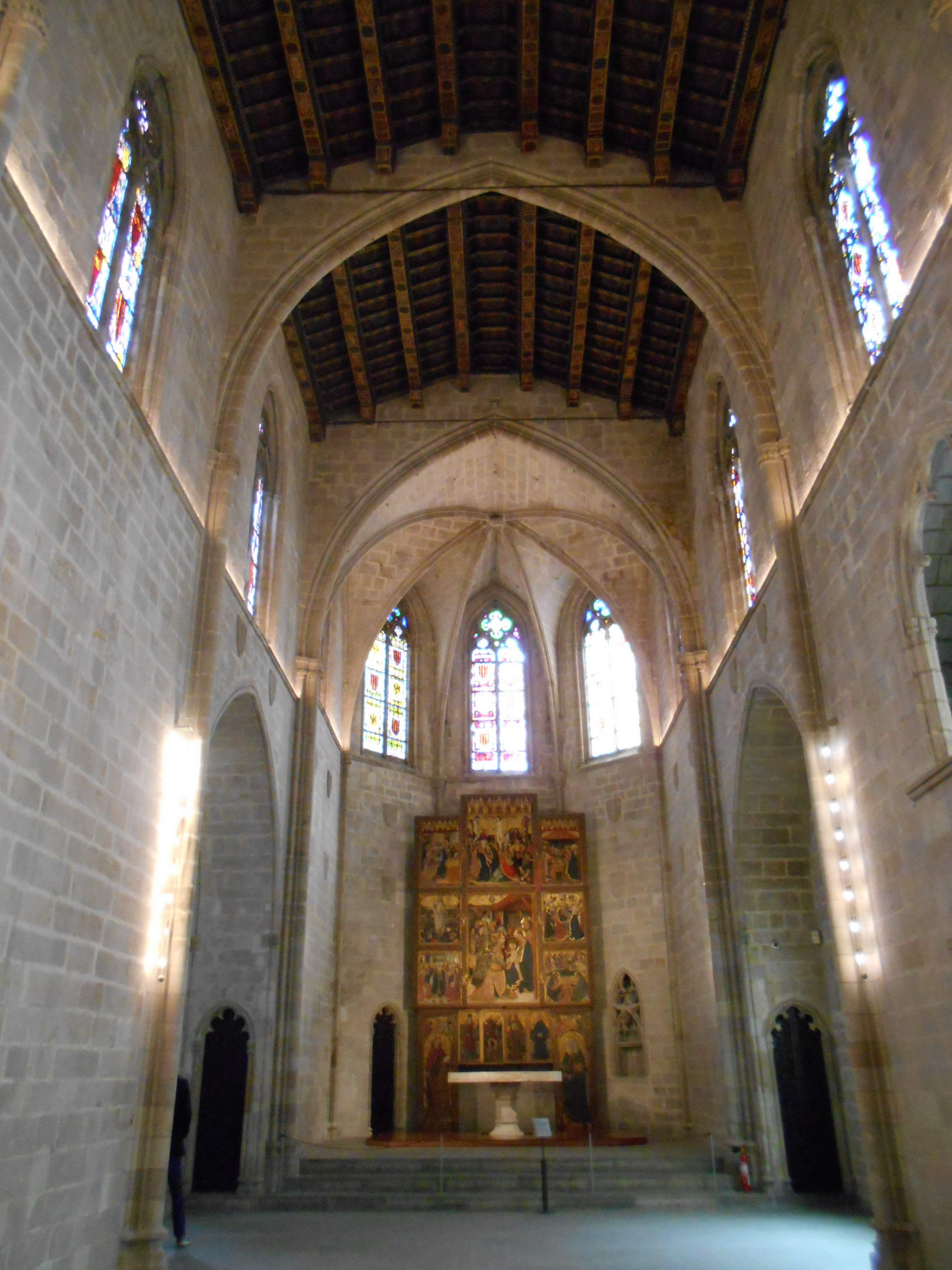
MUHBA Praça do Rei. Capilla de Santa Ágata

Os trabalhos de fundação da Casa Padellàs no seu novo local na Praça d0 Rei permitiu descobrir os restos de uma parte importante da antiga cidade romana da Barcino e dão origem a uma intervenção arqueológica em todo o subsolo da Praça do Rei que vai continuar até à Guerra Civil Espanhola de 1936-1939. Estes trabalhos, juntamente com a recuperação do Palau Reial Major medieval confirmam a idoneidade do conjunto monumental da Praça do Rei com a localização do Museu de História de Barcelona.
O museu é inaugurado depois da Guerra Civil Espanhola, em 1943. O primeiro director foi o historiador Agustí Duran i Sanpere.
O núcleo fundacional do museu baseava-se nas colecções municipais da história de Barcelona e o conjunto monumental da Praça do Rei (Casa Padellàs, escavações da cidade romana e Palau Reial Major Medieval). Gradualmente, foi incorporando novas áreas como o Templo Romano de Barcelona, a necrópole romana da Praça Vila de Madrid (descoberta em 1954). Assim mesmo, integraram-se ao museu a Galeria de Catalans Il•lustres e a Vila Joana. A escavação no subsolo da catedral, inclui a descoberta do batistério paleocristão (1968).
Da mesma maneira que uma característica definidora do museu, é a integração de diversos centros patrimoniais, também caracteriza o MUHBA a sua implicação directa com a actividade arqueológica e a investigação sobre este campo. 
A exposição permanente situada na Casa Padellàs a partir de 1943 é desmontada em 1993 e desde essa data a Casa Padellàs destina-se à apresentação de exposições temporais sobre a história de Barcelona.
Durante as últimas décadas o MUHBA reforçou o seu interesse pela Barcelona contemporânea e cresceu em rede com a incorporação de novos espaços.
O MUHBA faz parte de uma rede europeia de museus de cidade que celebram regularmente reuniões de trabalho, desde 2010. Il Museo Pubblica o rivista scientifica Quarhis. Quaderns de Arqueologia e História da Ciutat de Barcelona (dal 2005).

## Espaços do museu

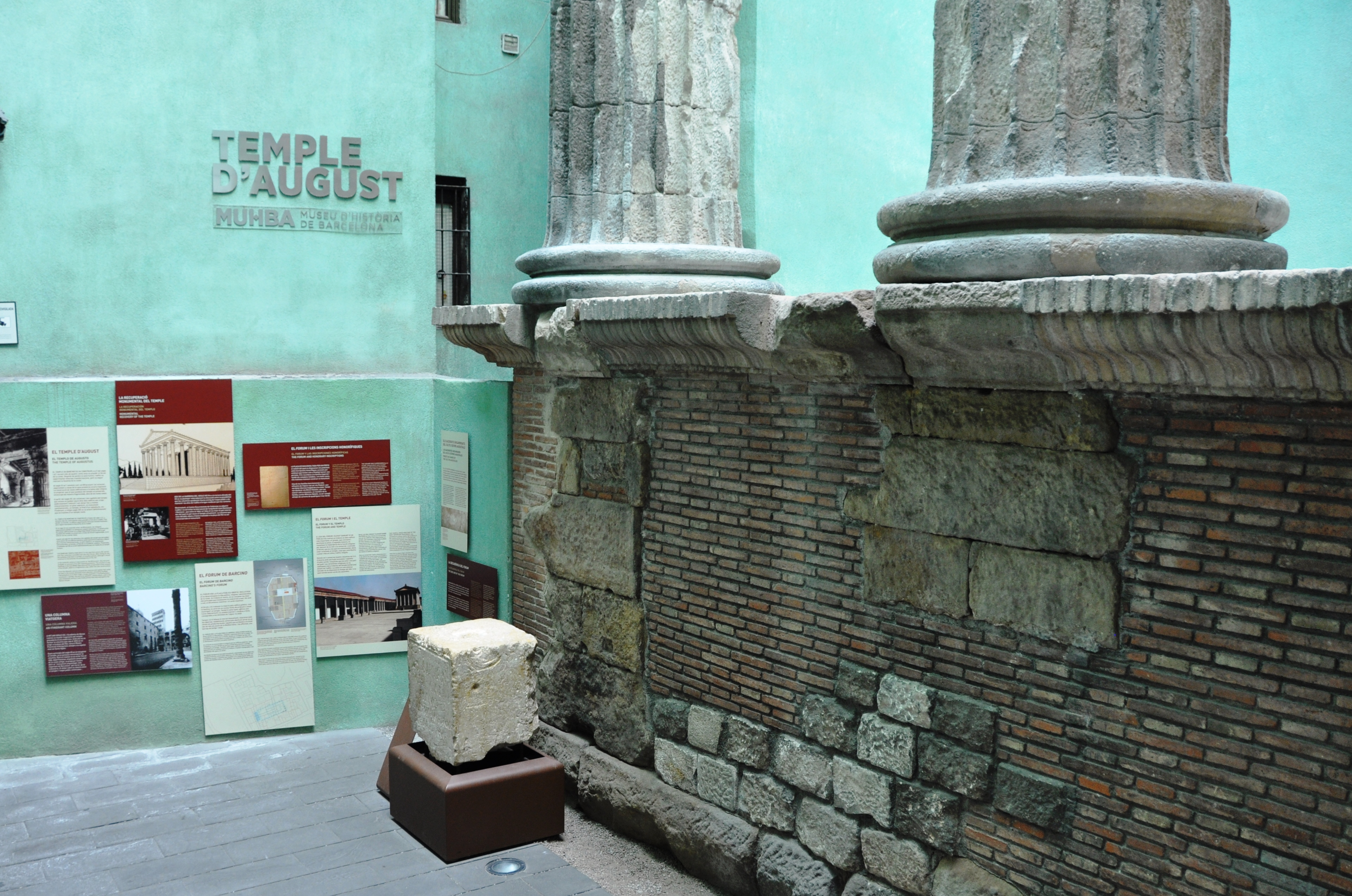
MUHBA Templo de Augusto

- MUHBA Conjunto monumental da Praça do Rei. Sede principal do Museu. Acesso pela Casa Padellás, antigo palácio dos séculos XV-XVI, bom exemplo de arquitectura civil do estilo gótico catalão. Visita ao subsolo arqueológico com os restos de parte da cidade romana e tardoantiga. A visita finaliza no Palacio Real Mayor medieval, incluindo o Salón del Tinell e a Capilla de Santa Ágata (século XIV) com o suo retábulo chamado de "o Condestável", encargo da D. Pedro de Coimbra, Condestável de Portugal (1464-1465

- MUHBA Templo de Augusto. Colunas eembasamento do antigo templo romano de Barcelona.

- MUHBA Necrópole romana da praça Vila de Madrid.Necrópole romana situada junto a uma das antigas vias de acesso à cidade.
- MUHBA Porta de mar

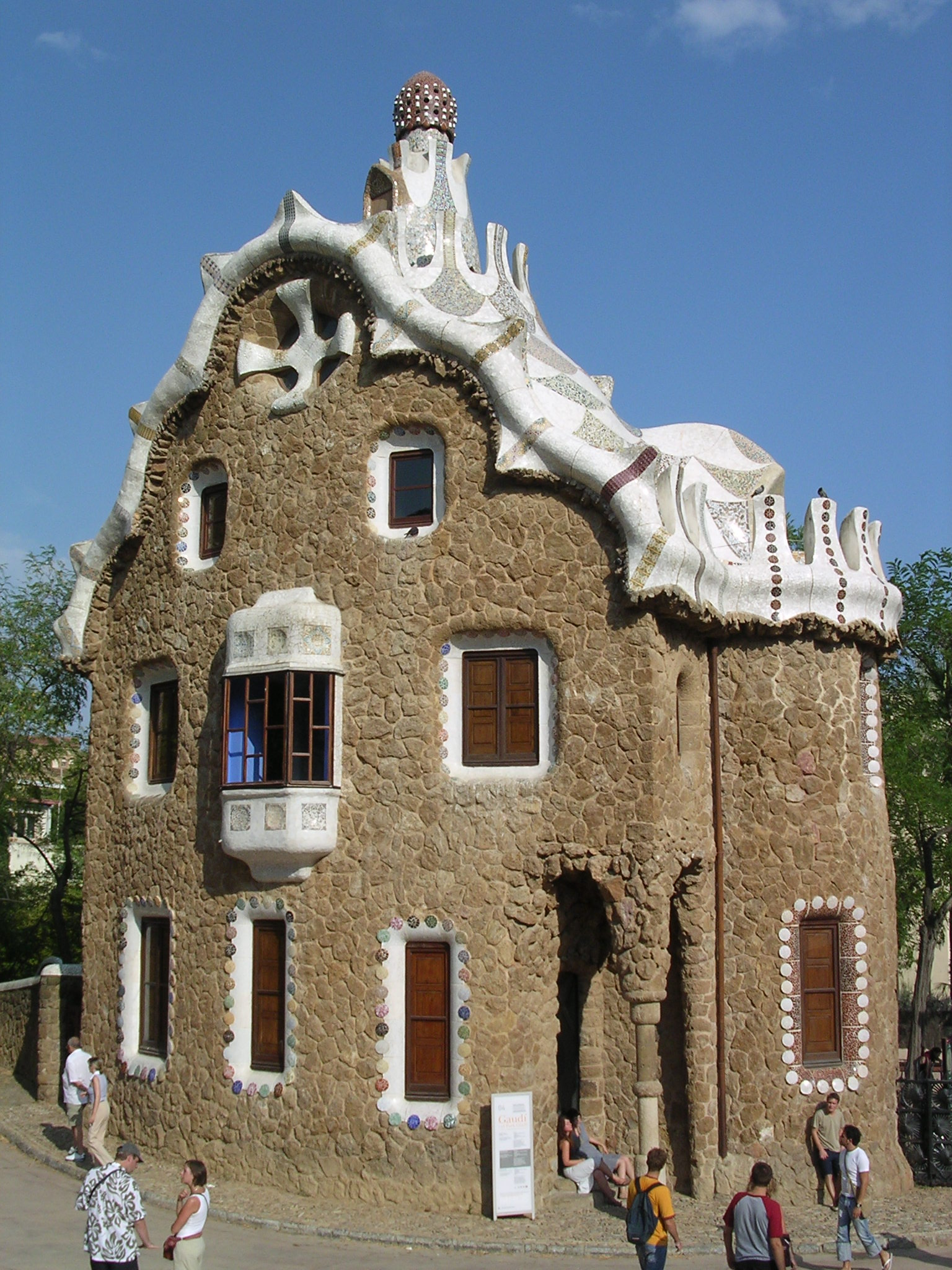
MUHBA Parque Güell - Casa do Guarda

- MUHBA Domus romana da calle Sant Honorat. Restos de uma Domus romana que estevelocalizada junto ao Forum da Cidade e de uns grandes silos medievais.
- MUHBA Domus romana da calle Avinyó

- MUHBA  El Call. Centro de interpretação do "call" ou judiaria medieval de Barcelona: sua topografía, a comunidade judía de Barcelona eo seu importante legado cultural.

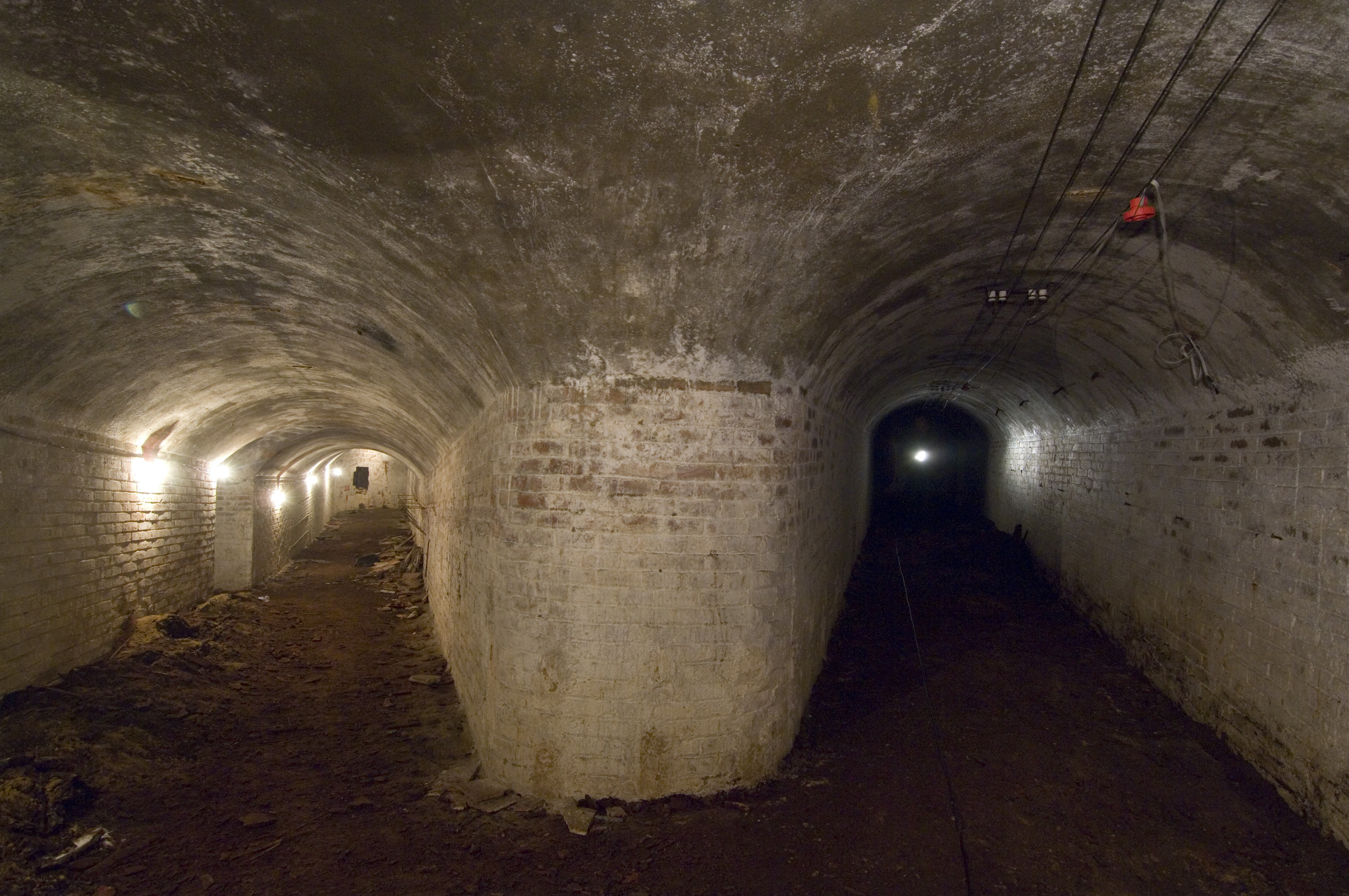
MUHBA Refúgio 307

- MUHBA Santa Caterina. Restos do antigo convento dominicano de santa Catarina junto ao mercado renovado em 2005.

- MUHBA Villa Joana. Casa museu situada no parque de Collserola, dedicada à memória do poeta catalão Jacint Verdaguer, que passou nela os seus últimos dias.

- MUHBA Parque Güell.Instalado na casa do guarda, um dos pavilhões de entrada no recinto, permite conhecer a relação entre Antoni Gaudí, o seu mecenas Eusebi Guell eo desenvolvimento urbano de Barcelona em 1900

- MUHBA Turó de la Rovira.Vista panorâmica sobre a cidade. Restos das baterias anti-aéreas que se colocaram ali durante a guerra civil espanhola e das barracas que ocuparamo mesmo espaço posteriormente.

- MUHBA Refúgio 307. Refúgio antiaéreo da guerra civil espanhola situado na base da montanha de Montjuic.

- MUHBA Casa das águas. Antiga estação de bomba construída em 1915-1917, chave para explicar a distribuição de água a Barcelona.
- MUHBA Oliva Artés

- MUHBA a Fabra i Coats. Fabra & Coats foi uma das empresas têxteis mais importantes de Espanha. Seus grandes edifícios da fábrica do século 19 em distrito do Sant Andreu foram em grande parte preservada. Atualmente abriga muitos serviços e instalações públicas. MUHBA é o responsável da sala de aquecimento, o núcleo do sistema de energia da fábrica. Um centro de informação e de exibição se concentrar no trabalho e para a cidade é planejada.

- Galeria de Catalães Ilustres no Palácio Requesens, sede da Real Academia de Buenas Letras de Barcelona. Colecção de 47 retratos de personalidades catalãs.